# Ihráč
Ihráč (in ungherese Dallos) è un comune della Slovacchia facente parte del distretto di Žiar nad Hronom, nella regione di Banská Bystrica.